# Ligue de la jeune République

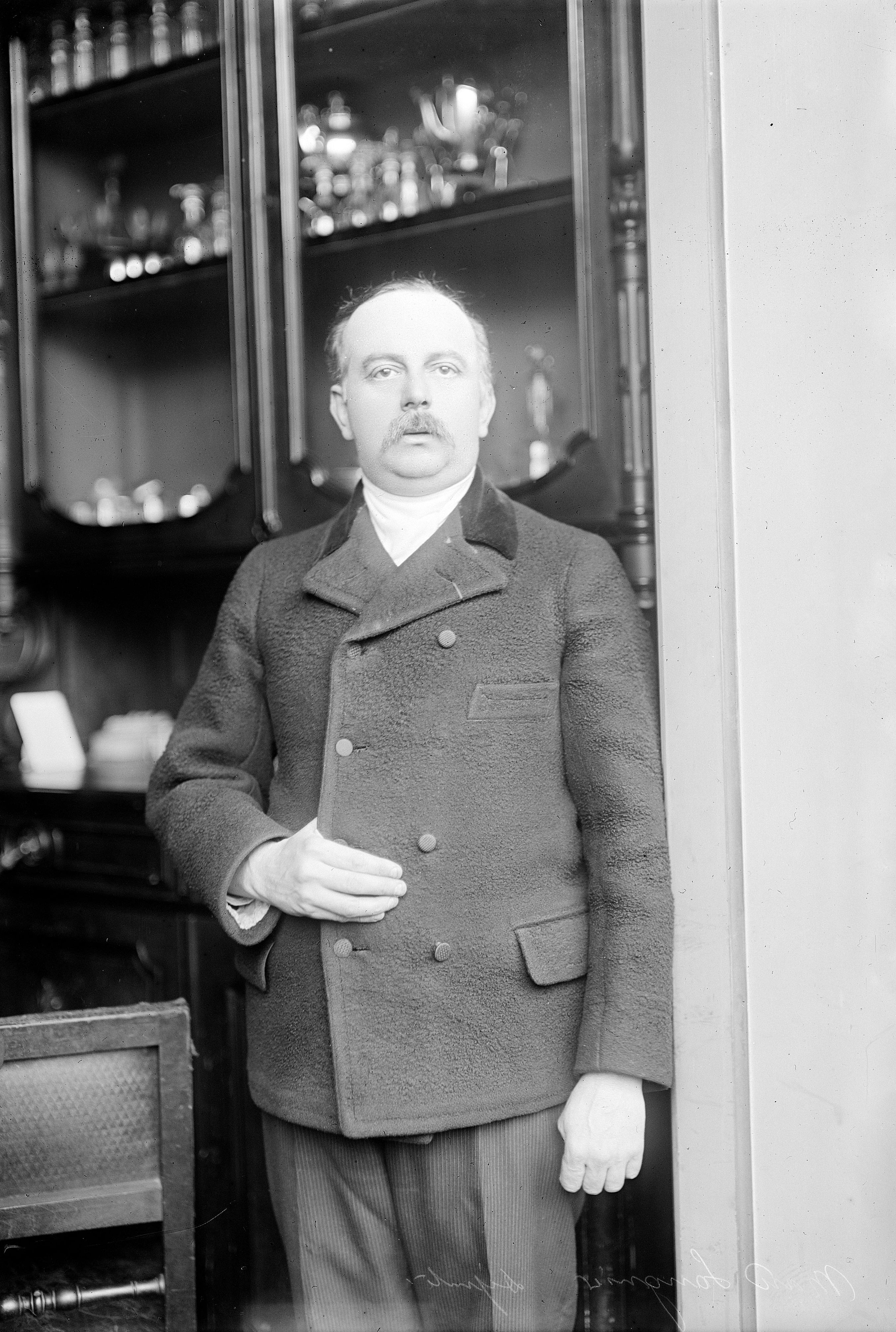
Marc Sangnier, 1919

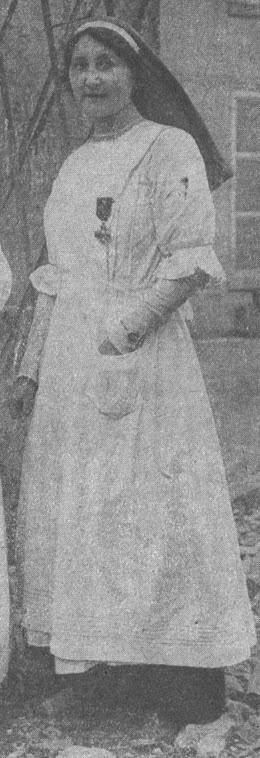
Germaine Malaterre-Sellier 1919

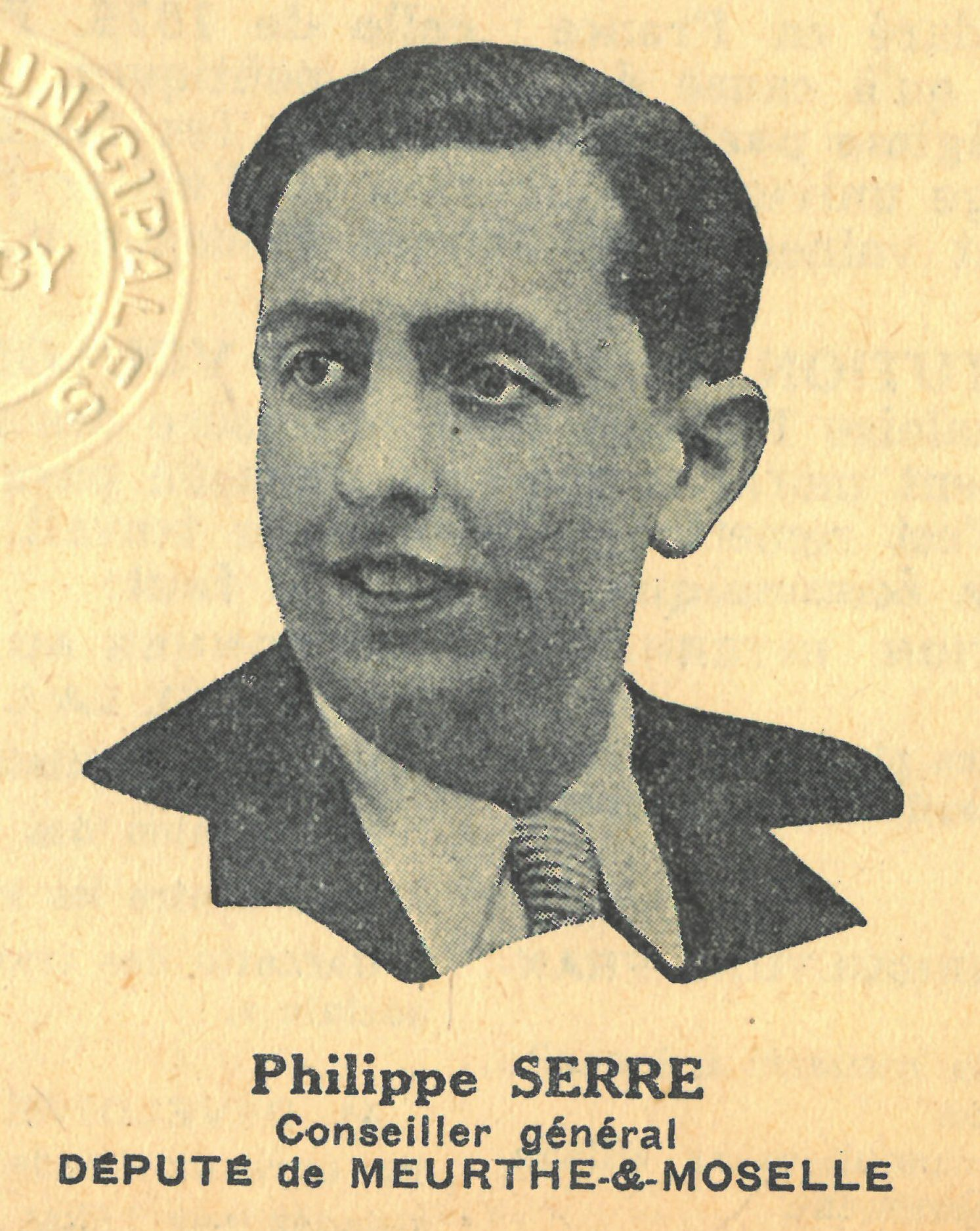
Philippe Serre

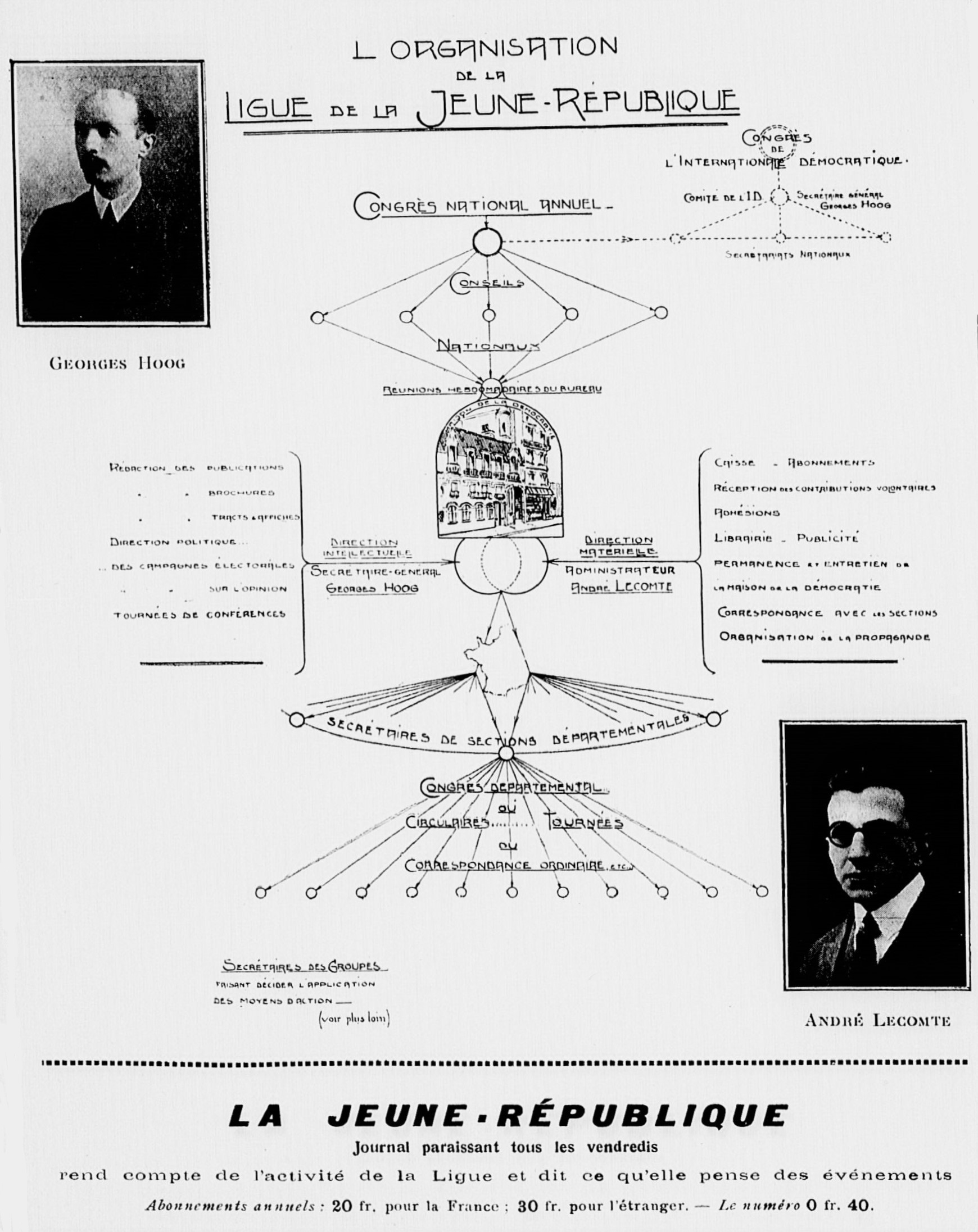
Ligue de la Jeune République (Organisationsplan 1929)

Die Ligue de la jeune République (Liga der jungen Republik, JR) war eine französische politische Partei, die 1912 von Marc Sangnier als Nachfolgerin von Le Sillon gegründet wurde und während des Zweiten Weltkriegs in der Résistance aktiv war.
Die Junge Republik vertrat eine katholisch-soziale Strömung, die sich vor dem Krieg gegen die bürgerliche Parti démocrate populaire richtete. Sie bekannte sich später zum „personalistischen Sozialismus“ von Emmanuel Mounier. Die Ligue erhielt bei den Parlamentswahlen nie mehr als 2 bis 3 % der Stimmen. Im Jahr 1936 unterstützte sie die Volksfront und nach einem kurzen Aufschwung während der Befreiung Frankreichs versank sie langsam in der Bedeutungslosigkeit, bis sie in den 1980er Jahren völlig verschwand, nachdem sie sich geweigert hatte, mit der Sozialistischen Partei zu fusionieren.

## Geschichte

### Vorgeschichte
Die Anfänge der Dritten Republik standen im Zeichen der Auseinandersetzung zwischen Monarchisten und Republikanern. Die engagierten Katholiken standen mehrheitlich auf der Seite der Monarchie; nach deren Niederlage fand ein großer Teil von ihnen über das Ralliement den Anschluss an die Republik. Das Ralliement scheiterte an der Dreyfus-Affäre (erneut befanden sich viele Katholiken auf der Verliererseite) und die Regierungen Waldeck-Rousseau und Combes forcierten nun die Trennung von Kirche und Staat. Sangniers katholische Laienbewegung Le Sillon versuchte dem entgegenzuwirken und war dabei auch relativ erfolgreich; sie wurde aber 1910 von Papst Pius X. verurteilt und löste sich 1912 auf.

### Die Ligue de la Jeune République
Marc Sangnier lehnte die klerikale Herangehensweise, die man ihm aufzwingen wollte, ab und gründete am 1. Juli 1912 die Ligue de la jeune République. Zu den führenden Köpfen der Ligue gehörten Henry du Roure, Léonard Constant und Georges Hoog, aber auch eine Frau, was zu jener Zeit eine Seltenheit war: Germaine Malaterre-Sellier, eine Feministin, die 1915 mit dem Kriegsverdienstkreuz mit Palmen ausgezeichnet wurde und die sich für das Frauenwahlrecht einsetzte. Die Liga kämpfte damals gegen die Elendsviertel, die Nachtarbeit der Frauen, den Alkoholismus, für den Achtstundentag, die wöchentliche Ruhezeit, das Recht auf Altersrente und für ein Arbeitsgesetzbuch, die so genannte „Charta der Lohnabhängigen“ (Charte du salariat). Sie befürwortete das Verhältniswahlrecht und die Abschaffung des Senats, der durch eine Kammer der wirtschaftlichen und sozialen Interessen ersetzt werden sollte. Sie bekämpfte jede Form von Rassismus, einschließlich des Antisemitismus, der jedoch in katholischen Kreisen vorherrschte, und unterstützte die Bewegungen, die die Lage der Bevölkerung in den Kolonien verbessern wollten.
1914 gab sich die JR eine Zeitschrift, die ein langes Leben haben sollte, zuerst wöchentlich, dann monatlich. Ihr Erscheinen wurde nur während der beiden Weltkriege unterbrochen. 1919 zählte die Bewegung 15.000 Mitglieder und war nach den Wahlen erstmals im Parlament vertreten. Enttäuscht vom Konservatismus und Chauvinismus des Bloc national versuchte die JR, die katholisch-sozialen Aktivisten zu vereinen und förderte die Gründung der Ligue nationale de la démocratie (Nationale Liga für die Demokratie, LND); Marc Sangnier wurde ihr Präsident. Im Juni 1922 traten Marc Sangnier und die Mehrheit der JR-Aktivisten auf dem Kongress der LND zurück, während die anderen Mitglieder der Bewegung in der LND verblieben. Im Oktober 1922 war der Bruch vollzogen und die JR nahm offiziell ihre Unabhängigkeit wieder auf. 1924 verließ Francisque Gay, der von 1945 bis 1946 mehrmals Minister des Mouvement républicain populaire (Republikanische Volksbewegung, MRP) war, die JR. Zu diesem Zeitpunkt zählte die Partei 5.000 Mitglieder.
Die JR organisierte internationale Friedenskongresse mit verschiedenen Persönlichkeiten wie Ferdinand Buisson, dem deutschen Priester Franz Stock und dem jungen Pierre Mendès-France. 1929 gründete Marc Sangnier die Ligue française pour les auberges de jeunesse (Französische Liga für Jugendherbergen). 1932 wurde Georges Hoog Generalsekretär der JR als Nachfolger von Marc Sangnier, der sich nun der Friedensbewegung und seiner Wochenzeitschrift L'Éveil des Peuples widmete, die sich mit internationaler Politik befasste und bis 1939 erschien.

### Parti de la Jeune République und Résistance
Am 11. Januar 1936 wandelte sich die Liga der Jungen Republik in eine politische Partei (Parti de la Jeune République) um. Im Mai 1936 wurden vier Abgeordnete gewählt. Die neue Partei zählte 15.000 Mitglieder und stützte die Volksfrontregierung Léon Blums.
Von Juni 1937 bis Januar 1938 wurde Philippe Serre zum Sous-secrétaire d’État für Arbeit in der dritten Regierung Chautemps ernannt. In der erneuerten Regierung Chautemps war er von Januar bis März 1938 als Sous-secrétaire d’État zuständig für die Einwanderungsbehörden. Im März und April 1938 war er erneut Sous-secrétaire d’État für Arbeit in der zweiten Regierung Blum. Im Laufe der Legislaturperiode traten zwei gewählte Abgeordnete der Partei bei, von denen einer, Maurice Delom-Sorbé, von Januar bis März 1938 Sous-secrétaire d’État für die Kriegsmarine im vierten Kabinett Chautemps war. Ende 1938 spaltete das Münchner Abkommen die Partei. Philippe Serre war sehr antimünchnerisch eingestellt. Im Gegensatz dazu stimmten die Abgeordneten der Jungen Republik dafür, da sie überzeugt waren, den Frieden zu bewahren.
Am 10. Juli 1940 stimmten die vier anwesenden JR-Abgeordneten (Boulet, Delom-Sorbé, Montel, Serre) gegen die Vollmachten für Pétain. Die Parti de la Jeune République war die einzige, die einstimmig dagegen stimmte. Die Druckerei von Marc Sangniers Zeitung La Démocratie stellte sich heimlich der Résistance zur Verfügung und gab Défense de la France (Verteidigung Frankreichs) und Témoignage chrétien (Christliches Zeugnis) heraus. Maurice Schumann, seit 1935 Mitglied, war die wichtigste Stimme des Londoner Radios des Freien Frankreich. Bereits am 20. September 1940 gründeten Alcide Morel, Marcel Renet (Destrée) und Raymond Burgard, allesamt Aktivisten der JR, das Réseau Valmy. Ab 1941 leitete Emilien Amaury die Groupe de la rue de Lille. Auch diese Gruppe stellte ihre Druckereien in den Dienst der Résistance. Das Mouvement Résistance wurde im Sommer 1942 von Marcel Renet (Destrée) und Maurice Lacroix gegründet.
Eugène Claudius-Petit und Antoine Avinin vertraten die Bewegung Francs-Tireurs im Conseil national de la Résistance.

### Nach dem Krieg
Nach der Befreiung 1944 wurde Maurice Lacroix Parteivorsitzender. 1945 wurde der Abgeordnete Lucien Rose, ein Widerstandskämpfer und späterer sozialistischer Vizebürgermeister von Rennes, Generalsekretär bis 1949. Im November 1944 schlossen sich mehrere Mitglieder dem neuen, eher zentristischen Mouvement républicain populaire an, darunter Marc Sangnier und Maurice Schumann. Im Juni 1945 beteiligte sich die JR an der Gründung der Union démocratique et socialiste de la Résistance (UDSR), die die linke Mitte (einschließlich der Katholiken) der Widerstandskämpfer (darunter François Mitterrand) vereinte. Bei den Wahlen zur ersten konstituierenden Nationalversammlung im Oktober 1945 stellte die JR fünf Abgeordnete unter dem Banner der UDSR; im Mai 1946 kam stieß mit Pierre Bourdan ein weiterer Abgeordneter hinzu. Im Juli 1946 verblieben jedoch mehrere Mitglieder in der UDSR, als diese eine eigenständige Partei wurde und Doppelmitgliedschaften ablehnte. Bei den Wahlen zur zweiten verfassunggebenden Nationalversammlung im Juni 1946 wurde nur Pierre Bourdan gewählt. Im November 1946 wurde er bei den Parlamentswahlen wiedergewählt und war von Januar bis Oktober 1947 noch für die UDSR Minister für Jugend, Kunst und Literatur in der Regierung Ramadier und beteiligte sich an der Gründung des Festivals von Avignon.
Im April 1948 hatte die JR lediglich Beobachterstatus im Comité d’entente des mouvements progressistes (Verständigungsausschuß der progressiven Bewegungen, CEMP), einem Zusammenschluss von Progressiven und abtrünnigen Sozialisten, der sich jedoch nicht durchsetzen konnte. Im November 1948 zählte die JR nur noch 730 Mitglieder und war durch Übertritte zur MRP und UDSR geschwächt. 1950 wurde Jean Bauché Generalsekretär. Damals und in den Folgejahren stießen immer wieder enttäuschte ehemalige MRP-Mitglieder zur JR, darunter Henri Grouès, besser bekannt als Abbé Pierre, Jacques Delors und Anicet Le Pors. Im Mai 1953, immer auf der Suche nach Partnern, beteiligte sich die JR an der Gründung des Centre d’action des gauches indépendantes (Aktionszentrum der unabhängigen Linken, CAGI), dessen Generalsekretär ihr Aktivist Jacques Nantet wurde. 1955 hatte die Bewegung wieder 2.000 Mitglieder und die Zeitung eine Auflage von 7.000 bis 10.000 Exemplaren, von denen 3.000 abonniert waren. Im selben Jahr scheiterte ein Versuch, sich mit der UDSR und anderen Progressiven zusammenzuschließen.
1956 beteiligte sich die JR an der Front républicain. 1957 wurde Bertrand Schneider zum Generalsekretär gewählt und ersetzte den frisch in dieses Amt gewählten Rechtsanwalt François Sarda. Im selben Jahr fusionierte die Mehrheit der Jungen Republik (darunter Jacques Delors) unter der Leitung des Generalsekretärs Maurice Lacroix mit der Mouvement de libération du peuple (Volksbefreiungsbewegung) und dem Mouvement Uni de la Nouvelle Gauche (Vereinigte Bewegung der Neuen Linken) zur Union de la gauche socialiste (Sozialistische Linksunion, UGS). Diese ging später in der Parti socialiste unifié auf.
1960 wurde Claude-Roland Souchet zum Generalsekretär ernannt. Im Juni 1966 fand der 51. Kongress statt, auf dem über die neue Präambel der Statuten abgestimmt wurde, die nun dem personalistischen Sozialismus die volle Bedeutung beimaß. 1972 unterzeichnete die JR das Gemeinsame Programm der Linken. 1975 wurde das Manifest von Bierville veröffentlicht, das die großen Ideen zusammenfassen sollte, die der Arbeit der Partei zugrunde lagen.
1981 traf sich François Mitterrand mit den Führern der JR, um sie als Strömung in die Parti socialiste zu integrieren, was jedoch abgelehnt wurde. In dieser Zeit verließen zahlreiche Mitglieder die JR in Richtung der Parti socialiste. Eine kleine Gruppe um Claude-Roland Souchet und Gérard Brissé hielt die Partei dennoch bis 1985 aufrecht. 1985 wurde die 1920 gegründete Wochenzeitung La Jeune-République auf eine vierteljährliche Erscheinungsweise umgestellt, die 1989 eingestellt wurde. Die Ligue de la jeune République stellte ihre Aktivitäten ein, ohne sich formell aufzulösen.

## Wahlen
Bei den Wahlen zur Abgeordnetenkammer schnitt die Ligue wie folgt ab:
- 1919: 5 Sitze über den Bloc national,  Marc Sangnier, Édouard Soulier[26], Marcel Leger[27], Joseph Pouzin[28] und Joseph Defos du Rau[29].
- 1924: 1 Sitz.
- 1928: 1 Sitz, Louis Rolland[30].
- 1932: 2 Sitze direkt und 2 weitere bei Nachwahlen, Louis Rolland und Guy Menant[31], Philippe Serre (1933) und Albert Blanchoin[32] (1935).
- 1936: 4 Sitze über die Volksfront, 2 weitere durch Übertritt, Paul Boulet, Jean Leroy[33], Philippe Serre, Albert Blanchoin, Maurice Montel und Maurice Delom-Sorbé.
- 1945: 5 Sitze über die Union démocratique et socialiste de la Résistance, 1 Abgeordneter stieß hinzu, Maurice Lacroix, Lucien Rose, Antoine Avinin, Maurice Delom-Sorbé und Eugène Claudius-Petit, Pierre Bourdan.
- 1946: 1 Sitz über die Union démocratique et socialiste de la Résistance, Pierre Bourdan.